# Žirecká Podstráň
Žirecká Podstráň (německy Schurzer Leuten) je vesnice, část města Dvůr Králové nad Labem v okrese Trutnov. Nachází se asi 3 km na jih od Dvora Králové nad Labem. V roce 2009 zde bylo evidováno 96 adres. V roce 2001 zde trvale žilo 433 obyvatel.
Žirecká Podstráň je také název katastrálního území o rozloze 1,88 km2.